# John Barber
Pour les articles homonymes, voir Barber.
John David Barber, né le 22 juillet 1929 à Little Marlowe (Buckinghamshire) et mort le 4 février 2015 à Palma de Majorque (Espagne) est un ancien pilote britannique de course automobile. Il a notamment disputé le Grand Prix d'Argentine 1953, sur Cooper où il se qualifie seizième et finit huitième.
Il participe également à neuf courses hors-championnat avec notamment une deuxième place au National Trophy de 1952 sur sa Cooper T20.

## Résultats en championnat du monde de Formule 1
| Saison | Écurie             | Châssis | Moteur             | Pneus  | GP disputés | Points inscrits | Classement |
| ------ | ------------------ | ------- | ------------------ | ------ | ----------- | --------------- | ---------- |
| 1953   | Cooper Car Company | T23     | Bristol 6 en ligne | Dunlop | 1           | 0               | nc.        |